# Вісбрекінг
Вісбре́кінг (англ. viscosity — в'язкість, липкість, тягучість і  breaking — подрібнення, руйнування) — один з видів термічного крекінгу. Застосовують для зниження в'язкості гудрону і інших залишків вакуумної перегонки (деколи сировиною установки може бути мазут з метою одержання товарних котельних палив (топочних мазутів). Процес є некаталітичним.

## Спосіб проведення
Процес проводять в рідкій  фазі при порівняно м'яких умовах: 440–500 °C, 0,5–3,0 МПа, час перебування сировини в зоні реакції від 2 до 30 хвилин і більше. Основні реакції — розщеплення парафінових і нафтенових вуглеводнів з отриманням вуглеводневих газів і бензину, а також рідких фракцій, киплячих в границях 200–450 °C, і вторинних асфальтенів (найбільш високомолекулярні компоненти нафти).

## Продукти вісбрекінгу та їх застосування
Газ (2–3 %) — містить ненасичені і насичені вуглеводні і сірководень, після очищення від сірководню може бути використаний як сировина установок, що газофракціонують, або як паливний газ;
Бензин (5–7 %) — характеристика: октанове число 66–72 (моторний метод), в бензині термічного крекінгу міститься до 25 % неграничних вуглеводнів (алкенів і алкадієнів), тому він має низьку хімічну стабільність; Може бути використаний як сировина риформінгу або як компонент товарного бензину після процесу гідрооблагороджування. При використанні безпосередньо як компонент товарного бензину до бензину термічного крекінгу додають інгібітори, що перешкоджають окисненню;
Керосино-газойлева фракція (50–55 %) — є цінним компонентом флотського мазуту; після гідроочищення може застосовуватися як компонент дизельних палив;
Крекінг-залишок (38–42 %) — використовується як котельне паливо, має вищу теплоту згорання, нижчу температуру застигання і в'язкість, ніж прямогонний мазут.

## Апаратура
Основний реакційний апарат установки вісбрекінгу — трубчата піч. В випадку проведення процесу при понижених температурах (440–460 °C), коли потрібної степені конверсії сировини достигнути в печі не вдається, передбачають додаткову реакційну камеру. Завдяки значному об'єму реакційної камери (30–50 м³) парорідинна суміш «визріває» в ній заданий час, що дозволяє поглибити процес вісбрекінгу.